# 東御市文化会館
東御市文化会館（とうみしぶんかかいかん）は、長野県東御市常田にある多目的ホールである。
ホール、会議室、展示室、練習室などを有する。
外観は、国の重要伝統的建造物群保存地区に選定されている「海野宿」をイメージしている。東御市を代表する文化施設である。
また、通称として「サンテラスホール」と呼ばれている。

## 施設

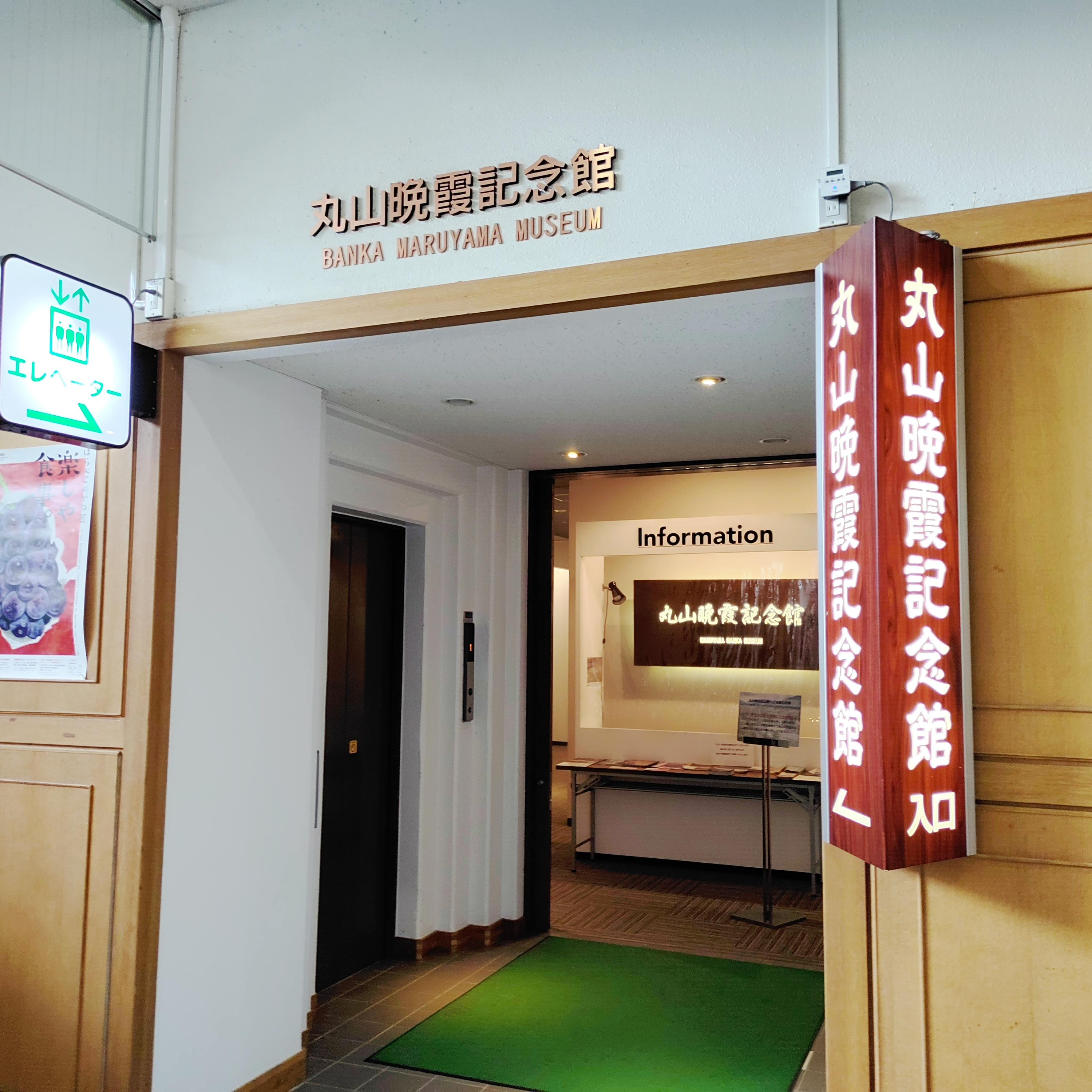
丸山晩霞記念館

- ホール
- 会議研修室
- 展示室
- 練習室
- リハーサル室
- 喫茶（自販機）
- 丸山晩霞記念館

## 施設概要

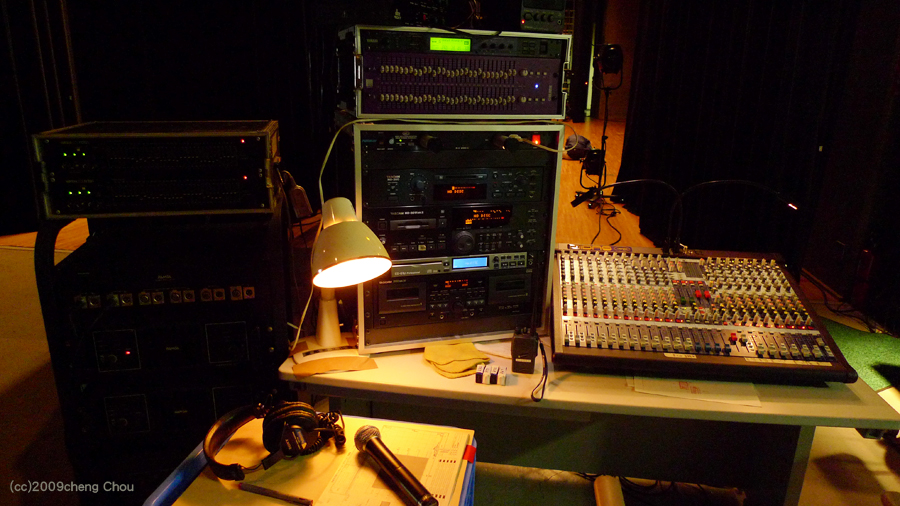
音響機器（2009年）

- 構造 - 鉄筋コンクリート構造（一部鉄骨鉄筋コンクリート）造2階建地下1階
- 建築面積 - 4,071.84m2（延床面積：4,897.69m2）
- 敷地面積 - 20,287.36m2
- 着工 - 平成元年 7月11日
- 竣工 - 平成 2年10月20日
- 開館 - 平成 3年 3月 3日
- 総工費 - 28億2千万円
- 駐車場 - 336台
- 利用者数 - 年間約10万人
- 管理体制 - 指定管理者:特定非営利活動法人 Js文化フォーラム
- 建物内外に地元出身の彫刻家、竹内不忘作の像が設置されている

## 歴史
- 1991年（平成3年）3月3日 - 東部町文化会館が開館する。
- 2004年（平成16年）4月1日 - 東御市文化会館と改称する。
- 2006年（平成18年）11月3日 - 丸山晩霞記念館が開館する。

## 所在地・アクセス
〒389-0515 長野県東御市常田505-1
- しなの鉄道線田中駅より徒歩約15分、タクシー3分
- 上信越自動車道東部湯の丸ICより約2分

## 周辺
- 東御市立東部中学校
- 東部湯の丸IC
- 東御中央公園
- 長野県道81号丸子東部インター線
- 東御市民病院